# Рибальченко Василь Іванович
Рибальченко Василь Іванович (нар. 18 липня 1971, м. Київ) — український режисер-документаліст.  

## Життєпис
Кінокритик за освітою, але починав як кінознавець та режисер на українському телебаченні (зокрема, це проєкти історичної тематики). Знімав кліпи для групи «Mad Heads» і співачкам Каріні Плай та Надії Шестак. У 2006 році разом з Федором Чевенгурою (псевдонімом рос. «Федор Чевенгур»)  виступив в якості режисера першого українського еротичного міні-серіалу «Еротична варта» (рос. «Эротический дозор»). Як режисер жанру художня документалістика створив фільм «Навіщо людині мистецтво?» («Роса», режисер Василь Рибальченко, 2014), якій демонструвався на Міжнародному інтернет кінофестивалі «Independent Star» (2015, Таррагона, Іспанія — Київ, Україна). В 2015 році добровільно пройшов військову підготовку для резерву.  Отримані навички були великою допомогою режисеру при зйомках військової тактики. У 2016 році дебютував, як актор у телесеріалі «Сімейні мелодрами». Починаючи з 2016 року почав працювати над створенням телесеріалу  «Ніч у музеї».

## Фільмографія

### Художньо-документальні фільми
- 2012 р. «Воскрешення»
- 2013 р. «Навіщо людині мистецтво?» (рос. «Зачем человеку искусство?»)
- 2016 р. «Війна на нульовому кілометрі»[8]

### Телесеріали
- 2006 р. «Еротична варта» (рос. «Эротический дозор»)[4][3][5][6][2][11]
- 2013 р. «Таємниці кримінального світу» 2 сезон[12]

- 2016—2020 рр. «Ніч у музеї»[10]

### Акторська фільмографія
- телесеріал «Сімейні мелодрами»[9]

## Нагороди
Міжнародний інтернет кінофестиваль «Independent Star», номінація найкращий документальний фільм (2015 р.)  — фільм «Навіщо людині мистецтво?» (рос. «Зачем человеку искусство?»).